# Layung
Layung is een bestuurslaag in het regentschap Aceh Barat van de provincie Atjeh, Indonesië. Layung telt 408 inwoners (volkstelling 2010).